# Nádoba z Bronocic

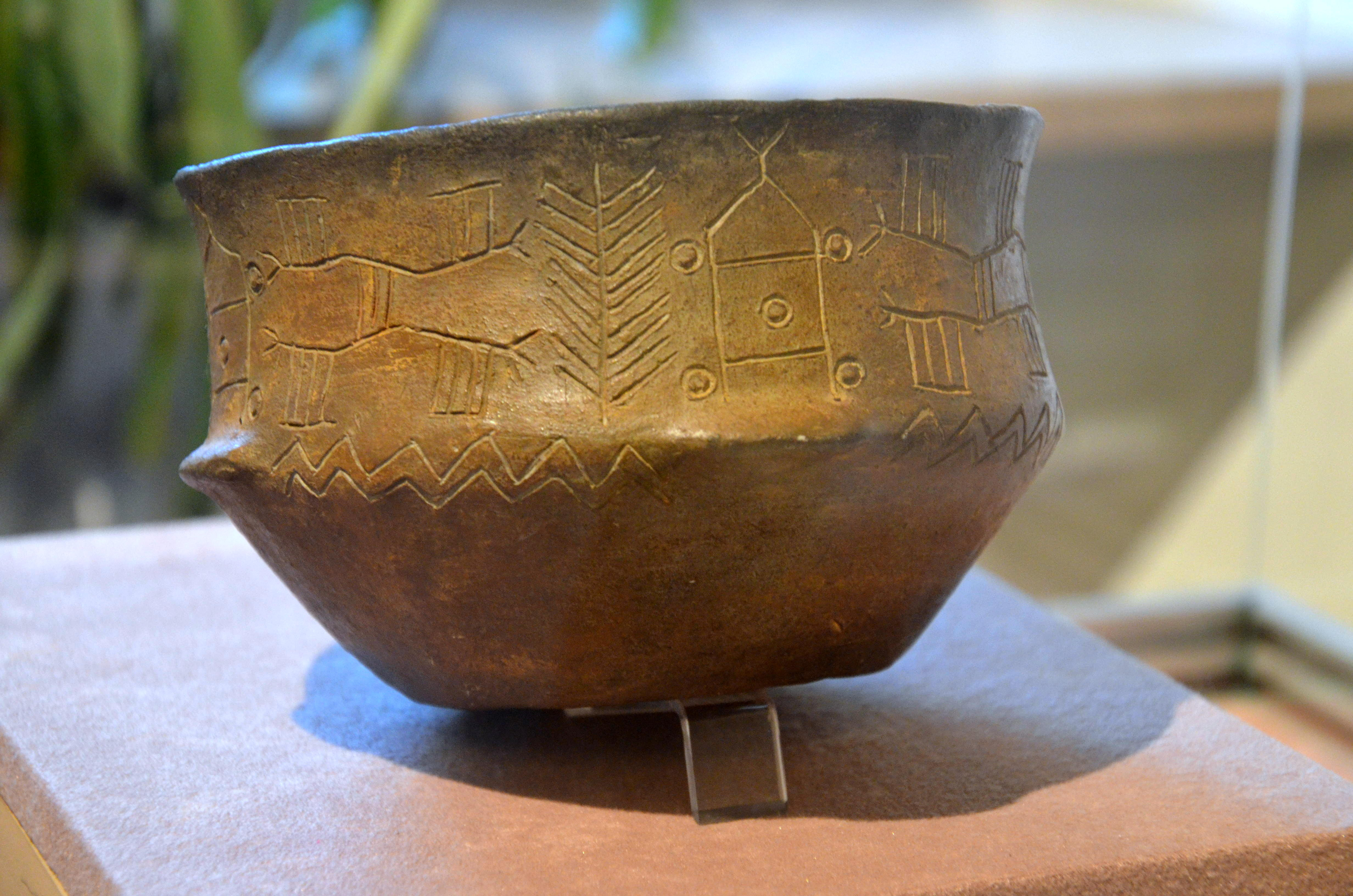
Replika nádoby z Bronocic

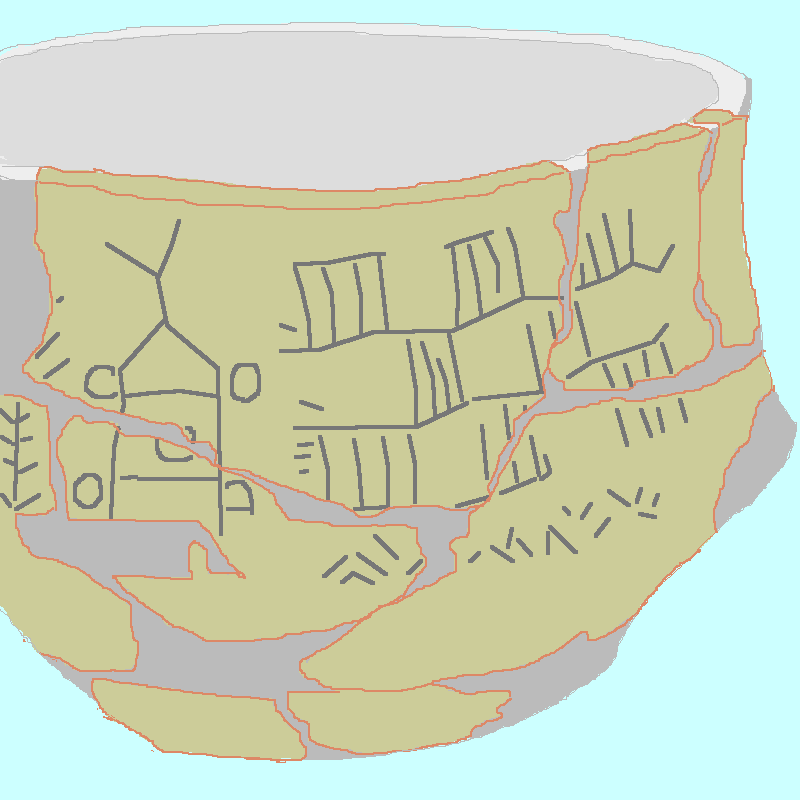
Kresba nádoby z Bronocic

Nákres nejvýznamnějšího detailu na nádobě

Nádoba z Bronocic (polsky: Waza z Bronocic) je keramická nádoba s vyrytými ozdobami, mezi nimiž je motiv, který je obvykle interpretován jako jedno z nejstarších známých vyobrazení kolového vozidla. Nejde však o jediný možný výklad, může jít například o zobrazení domu se sedlovou střechou. Nádoba byla objevena v obci Bronocice poblíž řeky Nidzica v Polsku. Radiokarbonové datování ji přiřazuje k archeologické kultuře s nálevkovitými poháry kolem poloviny čtvrtého tisíciletí před naším letopočtem. Dnes je umístěna v Archeologickém muzeu v Krakově v jižním Polsku.

## Objev
Nádoba byla objevena mezi lety 1974 až 1976 při archeologickém výzkumu velkého neolitického sídliště v Bronocicích, přibližně 50 km severovýchodně od Krakova. Vykopávky prováděl v letech 1974 až 1980 Ústav archeologie a etnologie Polské akademie věd a Státní univerzita v New Yorku ve Spojených státech.
Mezi jinými je na nádobě vyrytý motiv, který lze interpretovat jako zobrazení čtyřkolého vozu. Zvířecí kost přidružená k nádobě byla datována radiokarbonovou metodou kolem roku 3400 př. n. l. (Bakker et al. 1999). Je-li interpretace správná, jde o jedno z nejstarších zobrazení čtyřkolého vozidla na světě.

## Historické souvislosti
Obrázek naznačuje existenci vozů ve střední Evropě již koncem 4. tisíciletí před Kristem. Předpokládá se, že do nich byli zapřaženi zubři, protože v okolí nádoby byly nalezeny jejich pozůstatky včetně rohů, které vypadají opotřebované, jako by byly svázány provazem, což by mohlo být v důsledku použití jakéhosi jha.
V souvislosti s objevem někteří badatelé (Asko Parpola a Christian Carpelan) poukázali na to, že indoevropské jazyky mají původní slovní zásobu související s kolovou dopravou. Kolová vozidla byla poprvé vynalezena kolem poloviny čtvrtého tisíciletí před naším letopočtem. Nádoba z Bronocic pochází přibližně z této doby. Je tedy současná s nejstaršími vyobrazeními kolových vozů nalezených na klínopisných hliněných tabulkách v okrsku Eanna v Uruku, v sumerské civilizaci starověké Mezopotámie (moderní Irák), datované kolem 3500–3350 př. n. l. Historici obecně předpokládají, že kolem poloviny 4. tisíciletí před naším letopočtem došlo k rozšíření kolových vozidel z Blízkého východu do Evropy. Všechny nejstarší důkazy o kolových vozidlech, včetně modelů, obrazových vyobrazení, nálezy kol a pozůstatků vozidel, jsou však spíše v Evropě než na Blízkém východě. Například vůbec nejstarší zachovalý nález asi 5 300 let starého kola u Lublaně ve Slovinsku, podobný, o něco mladší nález ze Švýcarska, nebo 5400 let staré stopy kol (vyjeté koleje) z naleziště Flintbek v severním Německu. Je proto možné, že kolová vozidla byla vynalezena nezávisle v Evropě a Mezopotámii, a nelze ani vyloučit, že technologie byla naopak přenesena z Evropy do Mezopotámie.